# Charles Wysocki
Charles Wysocki (* 16. November 1928 in Detroit, Michigan; † 29. Juli 2002 in Joshua Tree, Kalifornien) war ein US-amerikanischer Maler.

## Leben und Wirken
Charles Wysocki war Sohn von Charles M. Wysocki, Sr. und Mary K. Wysocki. Sein Vater stammte aus Polen und seine Mutter aus Kansas mit in Polen geborenen Eltern.
Er studierte Kunst an der Cass Technical High School in Detroit, bevor er 1950 seinen Militärdienst antrat, bei dem er von 1951 bis 1952 in Hanau stationiert war. Nach seinem Wehrdienst besuchte er für vier Jahre die Art Center School in Los Angeles, weil er Werbegrafiker werden wollte. Zu seinen beliebtesten Motiven zählten Landschaftsbilder, Tierbilder, aber auch Themen wie Halloween. Nachdem er in Detroit vier Jahre als Grafiker gearbeitet hatte, kehrte er nach Los Angeles zurück, wo er half, eine selbständige Werbeagentur zu gründen.
Im Jahr 1960 traf er Elizabeth G. Lawrence, eine Absolventin der Kunsthochschule der UCLA, die er im Juli 1960 in Los Angeles heiratete. Durch seine Gattin, deren Familie frühe Siedler im San Fernando Valley waren, begann Wysocki ein einfacheres, ländlicheres Leben zu genießen als das der großen Städte, in denen er bisher gelebt hatte. Zusammen unternahmen sie viele Reisen nach Neuengland, was sein Interesse an früher amerikanischer Volkskunst weckte. Eine Zeit lang setzte er seinen lukrativen Beruf als kommerzieller Illustrator fort, während er seine primitive Kunst in der Freizeit entwickelte. Zu einem späteren Zeitpunkt widmete er sich ganz der naiven Kunst. Seine Kunstwerke wurden durch AMCAL, Inc. und zeitweise durch den Greenwich Workshop, Ltd. lizenziert und verkauft.
Werke seiner Katzenbildersammlung sind beispielsweise „Frederick the Literate“, eine getigerte Tabby-Katze beim Mittagsschlaf auf einem Bücherregal.
Wysocki veröffentlichte auch Bücher, wie zum Beispiel An American Celebration: The Art of Charles Wysocki. Obwohl das Buch sehr erfolgreich war, wurde er von Publishers Weekly als ein faux naif, ein pseudo-naiver Künstler bezeichnet.